# Held to Answer
Held to Answer é um filme mudo norte-americano de 1923, do gênero drama, dirigido por Harold M. Shaw. O filme é considerado perdido.

## Elenco
- House Peters - John Hampstead
- Grace Carlyle - Mariann Dounay
- John St. Polis - Hiram Burbeck (como John Sainpolis)
- Evelyn Brent - Bessie Burbeck
- James Morrison - Rollie Burbeck
- Lydia Knott - Sra. Burbeck
- Bull Montana - 'Red' Lizard
- Gale Henry - A empregada
- Tom Guise - O juiz (como Thomas Guise)
- William Robert Daly - O organista (como Robert Daly)
- Charles West - 'Spider' Welch
- Charles Hill Mailes - Promotor Searle (como Charles Mailes)